# 穆蘭齊納河
46°36′18″N 10°25′21″E / 46.60503°N 10.42246°E

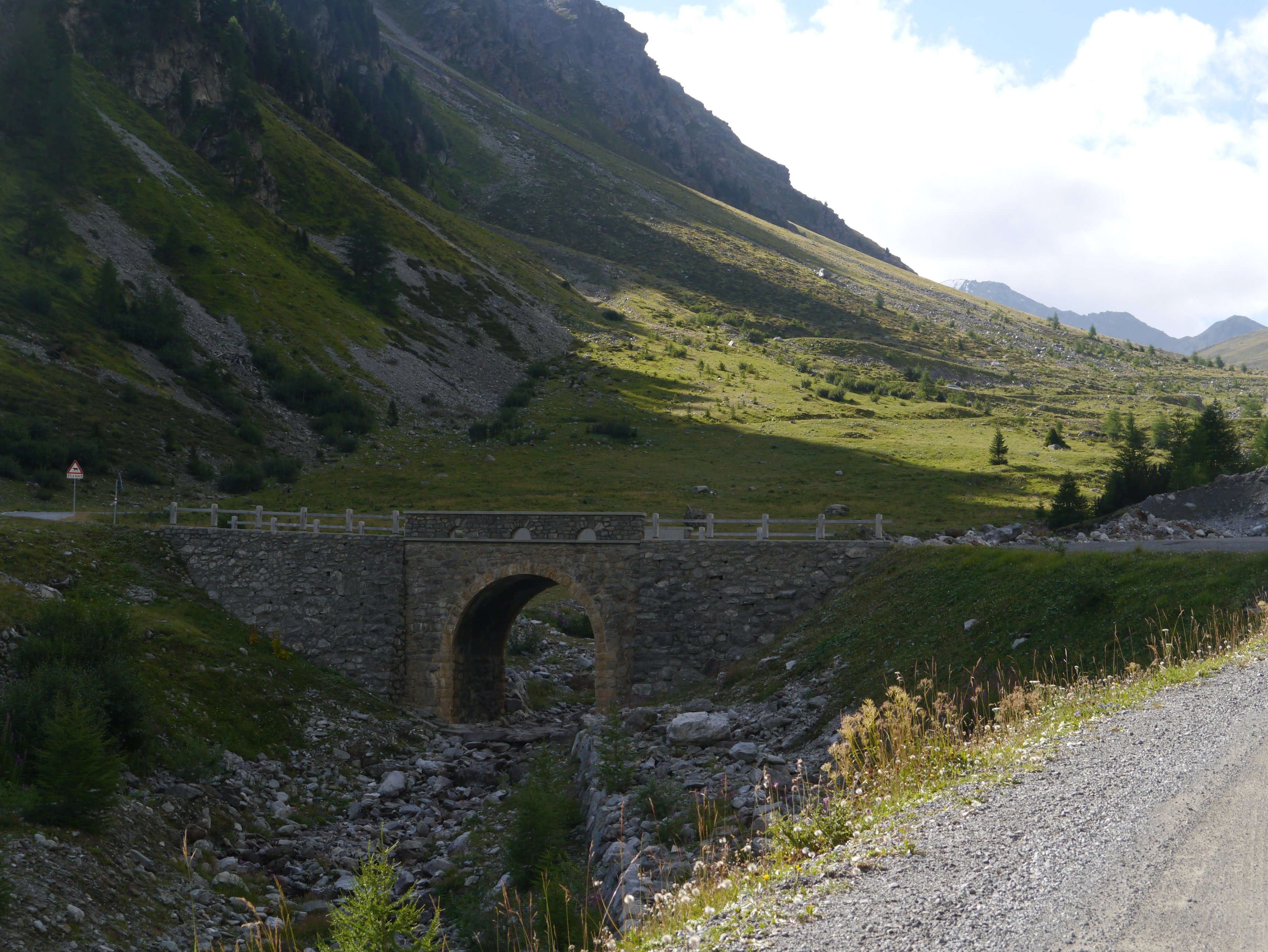

穆蘭齊納河是中歐的河流，流經意大利和瑞士，屬於羅姆河的右支流，河道全長9.9公里，流域面積26.2平方公里，河畔城鎮有博爾米奧和瓦爾米施泰爾。